# Guerre de la Danse des esprits
Guerres indiennes
Batailles
Massacre de Wounded Knee
Drexel Mission Fight (en)
La guerre de la Danse des esprits est un conflit armé survenu entre le 29 décembre 1890 et le 15 janvier 1891 aux États-Unis opposant les Lakotas au gouvernement des États-Unis. Elle débuta avec le massacre de Wounded Knee dans lequel le 7e régiment de cavalerie massacra environ 300 Lakotas non armés, principalement des femmes, des enfants et des personnes âgées à Wounded Knee le 29 décembre 1890. La guerre de la Danse des esprits prit fin lorsque le chef sioux Kicking Bear (en) se rendit le 15 janvier 1891.

## Danse des esprits
La cérémonie de Danse des esprits a commencé dans le cadre d'un mouvement religieux amérindien à la fin du XIXe siècle. Il a été initié par le chef religieux Wovoka, après une vision dans laquelle Dieu lui aurait parlé et lui aurait dit directement qu'en pratiquant cette cérémonie, l'homme blanc partirait et les ancêtres amérindiens reviendraient vivre en paix avec les Amérindiens restants pour le reste de l'éternité. Cette religion s'est rapidement propagée dans tout l'ouest et les tribus amérindiennes, y compris chez les Lakotas. Le nom « Danse des esprits » est en fait le nom que lui ont donné les colons blancs qui ont été effrayés par cette danse spirituelle, disant qu'il y avait une aura « fantomatique » autour d'elle. Cela a commencé à pousser les troupes américaines dans les Dakotas où les Sioux étaient les plus en vue et où la Danse des esprits était la plus pratiquée.

## Guerre
Au cours de l'hiver 1890, les Lakotas avaient été bouleversés par une série de violations des traités dont le traité de Fort Laramie de 1851 par les États-Unis impliquant des divisions foncières entre les tribus du Dakota du Sud et les États-Unis qui exploitaient des chemins de fer dans la réserve. Il y avait également un différend autour de la terre des Black Hills où de l'or a été trouvé en 1874. Il y a eu une série de batailles et d'agressions contre les peuples indigènes, la plus connue d'entre elles étant le massacre de Wounded Knee. Les Sioux s'étaient installés à Wounded Knee Creek et remettaient leurs armes aux troupes américaines. Un Lakota sourd n'a pas abandonné son arme car les troupes américaines ne savaient pas comment communiquer avec les Lakotas sourds. Certains témoignages indiquent qu'il y a eu une mauvaise communication alors que l'homme remettait son arme à feu et que l'arme de quelqu'un s'est déchargée dans les airs. L'un des commandants américains a entendu cela et a ordonné à ses troupes d'ouvrir le feu. Les commandants ont appelé en renfort des canons Hotchkiss qui étaient auparavant placés sur la crête adjacente. Ces canons ont tué tout le monde à portée de ceux-ci. Au moment où la fumée s'est dissipée, près de 300 Lakotas étaient morts (pour la plupart des femmes et des enfants), 25 américains étaient morts et 45 autres blessés, la plupart en raison de tirs amis. Les Lakotas qui avaient échappé au conflit ont ensuite été pourchassés et assassinés par les troupes américaines restantes. Pendant que cela se produisait, un blizzard s'est formé et a empêché les troupes américaines ou les autres Lakotas de la réserve de Pine Ridge de récupérer leurs morts. Cela a entraîné des cadavres gelés éparpillés à travers Wounded Knee Creek pendant les 3 jours suivants. Il y a eu un tollé public lorsque la nouvelle du massacre a atteint l'Est des États-Unis et le gouvernement a rétabli le traité qu'ils avaient rompu avec les Sioux pour éviter toute nouvelle réaction publique.

## Conséquences
Après le massacre de Wounded Knee, il y a eu d'autres conflits entre les Sioux et le gouvernement américain. À la grande consternation des Amérindiens, vingt soldats américains ont reçu la Medal of Honor pour leurs actions ce jour-là. Les Amérindiens ont continué à être scandalisés à ce sujet et ont poussé à faire annuler ces médailles.
Au cours des dernières années, des militants ont pris le contrôle du Mémorial de Wounded Knee  à la fois pour rappeler à la nation cet incident et pour protester contre le traitement réservé aux Amérindiens par le gouvernement. L'American Indian Movement a occupé la réserve de Pine Ridge près de Wounded Knee pour protester contre le gouvernement fédéral du 27 février au 8 mai 1973. Au cours de cette confrontation de 71 jours entre les autorités fédérales et les militants amérindiens, plusieurs personnes sont mortes ou portées disparues. Cette manifestation est également connue sous le nom de Wounded Knee II.